# Andreas Linde
Andreas Linde (Rydebäck, 24 de julio de 1993) es un futbolista sueco que juega de portero en el BK Häcken de la Allsvenskan.

## Selección nacional
Es internacional con la selección de fútbol de Suecia. Fue internacional sub-17, sub-18, sub-19 y sub-21, antes de convertirse en internacional absoluto el 12 de enero de 2017 en un partido amistoso frente a la selección de fútbol de Eslovaquia.

## Clubes
| Club                 | País     | Año       |
| -------------------- | -------- | --------- |
| Helsingborgs IF      | Suecia   | 2011-2015 |
| IFK Värnamo (cedido) | Suecia   | 2013      |
| HIF Akademi (cedido) | Suecia   | 2013      |
| Molde FK             | Noruega  | 2015-2021 |
| SpVgg Greuther Fürth | Alemania | 2022-2024 |
| BK Häcken            | Suecia   | 2024-     |

## Palmarés

### Títulos nacionales
| Título         | Club      | País    | Año  |
| -------------- | --------- | ------- | ---- |
| Eliteserien    | Molde FK  | Noruega | 2019 |
| Copa de Suecia | BK Häcken | Suecia  | 2025 |